# محمود أباد طالقاني
محمود أباد طالقاني هي قرية في مقاطعة بارس أباد، إيران. عدد سكان هذه القرية هو 1,970 في سنة 2006.